# Johann Gottfried Schnabel
Johann Gottfried Schnabel (Sandersdorf-Brehna, 1692. november 7. – 1750) német író. A robinzonád szót ő használta először leghíresebb műve, a (Die) Insel Felsenburg bevezetőjében. A mű, amely címe szó szerint Sziklavár-szigetet jelent, 1731-ben a kissé körülményes
Wunderliche Fata einiger Seefahrer, absonderlich Alberti Julii, eines geborenen Sachsens, welcher in seinem 18den Jahre zu Schiffe gegangen, durch Schiff-Bruch selb 4te an eine grausame Klipe geworffen worden, nach deren Übersteigung das schönste Land entdeckt, sich daselbst mit seiner Gefährtin verheyrathet, aus solcher Ehe eine Familie mit mehr als 300 Seelen erzeuget, das Land vortrefflich angebauet, durch besondere Zufälle erstaunens-würdige Schätze gesammlet, seine in Teutschland ausgekundschafften Freunde glücklich gemacht, am Ende des 1728sten Jahres, als in seinem Hunderten Jahre, annoch frisch und gesund gelebt, und vermuthlich noch zu dato lebt, entworffen Von dessen Bruders-Sohnes-Sohnes-Sohne, Mons. Eberhard Julio, Curieusen Lesern aber zum vermuthlichen Gemüths-Vergnügen ausgefertiget, auch par Commission dem Drucke übergeben Von Gisandern
címen jelent meg. A könyv nagy siker volt, a 18. század legnagyobb német írói közé emelte Schnabelt.